# 襄阳王府绿影壁
32°00′56″N 112°09′07″E / 32.01556°N 112.15194°E
襄阳王府绿影壁为位于中华人民共和国湖北省襄阳市襄城区的襄阳王府内的全国重点文物保护单位。该影壁作为襄阳王府的一部分修建于正统十年（1438年），至崇祯十四年（1641年）襄阳王府被焚毁，仅余此影壁。该影壁因壁身以绿矾镶嵌而成，故通体呈墨绿色。其通长25.12米，厚1.6米，最高处6.6米，为中国现存最大的石雕龙壁。

## 历史
明代永乐二十二年（1424年），朱瞻墡被分封为襄王，宣德四年（1429年）前往封地长沙府。正统元年（1436年）以长沙气候过于潮湿为由上书请求改换封地，获批准迁往襄阳。正统元年七月，在襄阳卫公署的基础上改建的襄阳王府正式完工，朱瞻墡随即被勒令前往襄阳府邸。正统十年（1438年），朱瞻墡在襄阳城内修建了一座郡王府第，是为后来的襄阳王府。崇祯十四年（1641年），张献忠率部攻克襄阳后将襄阳王府焚毁，王府建筑仅剩一座府前的一座影壁，因其通体墨绿色而被称为绿影壁。由于年久失修，在20世纪90年代初，绿影壁出现了较为严重的沉降，整座影壁向南歪斜。1992年，襄樊市政府在重建襄阳王府承运殿的同时，重修了绿影壁。重修的绿影壁被扩入了新修的襄阳王府主殿范围内。

## 结构
绿影壁位于湖北省襄阳市襄城区的襄阳王府内，是中国现存最大的石雕龙壁。该影壁坐南朝北，为仿木结构的四柱三楼牌坊式。整座影壁通体石质，主要壁身由绿矾镶嵌而成，故而呈现墨绿色。壁长25.12米，厚1.6米，从左至右可以分为三段。东段和西段尺寸相同，均为6.46米，高5.5米；中间一段长12.2米，高6.6米。该影壁由下至上可分为底座、壁身、顶盖三个部分，影壁上共计有99条龙浮雕，其中三段墙的须弥底座上的束腰雕刻有一行龙；中段壁身雕刻题材为二龙戏珠，周围装饰有云纹和海水图案，壁身顶部和底部均装饰以汉白玉，两个区域各10条飞龙浮雕，左右两个边框各3条飞龙；东西两段各有一条面向中心的水龙，周围装饰以波涛图案，两段墙的边框各雕刻有14条飞龙，其中上下各5条，左右各2条。中段庑殿式顶盖的正脊正面雕刻有6条流云飞龙，东段和西端的正脊正面各3条。壁座和壁顶均装饰有花草、彩云、如意图案、群龙等。:1130:39-40:2793-2794

## 图集
- 正面
- 背面
- 须弥座
- 须弥座
- 须弥座

## 文物保护情况
1956年11月15日，以“绿影壁”的名义被湖北省人民委员会列为第一批湖北省文物保护单位；2001年6月25日，以“襄阳王府绿影壁”的名义被中华人民共和国国务院列为第五批全国重点文物保护单位。
其作为文物的保护范围为：襄阳王府绿影壁及周围一定范围。四至：以绿影壁壁面中心为基准点，向东外延17米，向西外延25米，向南外延30米，向北外延190米。
其作为文物的建设控制地带为：以保护范围四至为界向外延伸。东至保护范围东界以东80米，西至保护范围西界以西90米，南至陈侯巷路南，北至东街南侧。